# それぞれの40
『それぞれの40〜私の選んだ道だもの〜』（それぞれのフォーティー わたしのえらんだみちだもの）は、沖野ヨーコによる日本の漫画。『Eleganceイブ』（秋田書店）にて2008年10月号より2009年1月号まで連載された。また、続編が2009年3月号、7月号、10月号に掲載された。

## あらすじ
気がつけば40歳。人生を振り返り自問自答する「私の生きてきた道は正解だろうか?」。40歳を迎えたそれぞれ立場の違う4人の女性達の心の揺らぎをオムニバス形式、全4話で綴る。

## 登場人物

### 第1話
安藤 ひふみ（あんどう ひふみ）
職業はイラストレーター、既婚、子供なし。旧姓：田辺。デザイン会社でイラストレーターをやっている。夫とは結婚して15年だが未だ子供が出来ない。デザイン会社の社長から依頼人の意向で若い人のイラストにしたいと言われ仕事を外される。そこに生理不順にもなり医師の診断で全摘出の「子宮筋腫」と言われ子供が欲しい女性としての心の葛藤に悩む。
安藤 ケイタ（あんどう ケイタ）
ひふみの夫、職業は自宅勤務のゲームデザイナー。子供がいないが家事もやってくれる良き夫。
社長
ひふみが勤めるデザイン会社の社長。
竹田 厚美（たけだ あつみ）
ひふみが勤めるデザイン会社が入っているビルのパート清掃人。娘の愛香がひふみのイラストのファンである為ひふみにサインをねだる。※詳細は3話の項を参照

### 第2話
九条 マリコ（くじょう マリコ）
職業は人材派遣会社社長、未婚、子供なし。人材派遣会社「MARI」の社長。弓岡京香と人材派遣会社を13年前に起業した。母を裏切り（と本人は思っていた）他の女性と暮らし続けた父と、そんな父と別れて自分の力で生きようとしなかった母、そして2年前に母を捨てた父の死と共に認知症になってしまった母を見てきたので男性に頼る生き方をしようとする考えや結婚願望がない。
弓岡 京香（ゆみおか きょうか）
40歳。マリコの大学時代からの友人、既婚、現在妊娠中。
金子社長（かねこ）
金子グループの社長。マリコが業績不振の「MARI」を立て直すために無農薬農園の共同事業のパートナーとして契約しようとした相手だが、業界では何かとウワサがある人物で「MARI」の社員達は共同事業にあまり乗り気ではない。
マリコの母
2年前の元夫の死をきっかけに認知症になり、現在は介護施設「あい」に入所している。結婚時に夫にプレゼントしてもらった「エリーゼのために」のオルゴールを肌身離さず持っている（マリコは快く思っていない）。
竹田 厚美（たけだ あつみ）
マリコからはアーちゃんと呼ばれている。マリコとは親戚同士である。”マリコの母が父に捨てられたのではなく、マリコの父の浮気が発覚して母がすぐに離婚したいと言ったが、父は世間体を気にして離婚を拒否し続け、離婚するならマリコの親権を父に譲り2度とマリコと会わせないとまで言いだした為、仕方なく母はマリコの親権を自分側にする為にどんなことでも我慢する”とマリコの母が厚美の母に言っていたことをマリコに打ち明ける。※詳細は3話の項を参照

### 第3話
竹田 厚美（たけだ あつみ）
職業はパート労働の主婦、既婚、子供は中学生の女の子2人。結婚して16年夫や娘の世話と住宅ローンの返済の手助けの為に始めたビル清掃のパート労働に追われる日々の中、自分のことを「ママ」としか呼ばなくなった夫・広樹と自分より学校の友達との付き合いに重きをおく2人の娘に囲まれ何となく自分にはもっと別の人生が有ったのではないかと思いはじめる。大学時代は社交ダンスをやっていた。
竹田 広樹（たけだ ひろき）
厚美の夫。厚美が同窓会に行く日に厚美に内緒で娘2人と共に結婚記念日のパーティーの準備をする。結婚記念日のパーティーで厚美に靴をプレゼントし、厚美からは改めて愛情を確認されることになる。
厚美の娘2人
2人とも中学生でうち1人が安藤ひふみのイラストのファンである愛香である。
九条 マリコ（くじょう マリコ）
厚美からはマリちゃんと呼ばれている。厚美とは親戚同士である。※詳細は2話の項を参照
文絵（ふみえ）
厚美の大学時代の友人。
矢嶋（やじま）
厚美の大学時代の友人で厚美が憧れていた男性。外資系企業の日本支社長。同窓会で再会し社交ダンスで意気投合する、矢嶋は5年前に妻を交通事故で亡くし現在は独身であると告げるが、同窓会会場を抜け出して2人だけでダンスホールへ行く途中で矢嶋の妻・加奈子に出くわし加奈子から”外資系企業の日本支社長とは真っ赤な嘘でちっぽけな会社をリストラされて以後、妻だけを働かせて自分はその金で女遊びにうつつを抜かすダメ人間”であることを暴露され、加奈子に無理やり連れ帰らされる。
矢嶋 加奈子（やじま かなこ）
矢嶋の妻。リストラされた夫に替わって家計を支えているが、その収入で夫が女遊び三昧であることにご立腹である。

### 第4話
北川 結子（きたがわ ゆうこ）
職業は大手企業の事務系OL、未婚、子供なし。大学卒業後、一流商社・四井物産に就職したが40歳になるまで結婚したいと思う男性とめぐり会えず、総合職ではなく事務職で入社したので社内では未だ平社員で次々出世した同期入社の社員に日々残業などでこき使われ自分のアパートの部屋の掃除をする気力すらわかない毎日に、この生活を劇的に変えるには結婚するしかないと思うようになる。
安藤 ひふみ（あんどう ひふみ）
結子の友人。※詳細は1話の項を参照
安藤 ケイタ（あんどう ケイタ）
ひふみの夫で結子に長井友和を紹介する。
知佳（ちか）
結子の友人。旧姓：神保、既婚。
課長
結子の上司。結子と同期入社。
長井 友和（ながい ともかず）
ひふみの夫・ケイタから紹介された青年。結子の仕事に対する不満の捌け口の為に自分と結婚しようとする姿勢が好きになれず、結婚さえ出来れば誰でもいいと思うような人とはお付き合い出来ないとひふみに伝える。
花屋の青年
結子の隣の部屋の住人。

## 単行本
- 沖野ヨーコ『それぞれの40 〜私の選んだ道だもの〜』秋田書店〈ALC DX〉、ISBN 978-4-253-15758-2、全1巻